# Forradalom ünnepe
Forradalom ünnepe (en français : « Fête de la Révolution ») est une des 3 fêtes nationales de Hongrie. Elle a lieu le 23 octobre. Elle célèbre, selon l'article J de la nouvelle loi fondamentale, « la mémoire de la révolution et de la lutte pour l'indépendance de l'année 1956 ».